# Cedro Mazur

Dzielnice i osiedla Kielc. Cedro Mazur jest oznaczony na mapie numerem 42 (wschodnia część Domaszowic Wikaryjskich)

Cedro Mazur – najbardziej wysunięta na wschód część Kielc. Niedaleko znajduje się duży cmentarz komunalny, kielecka nekropolia, która określana jest często mianem sąsiedniej miejscowości graniczącej z miastem - Cedzyna. W dzielnicy wyrabia się płyty nagrobkowe z marmuru i innych kamieni. Dojazd autobusami linii 10, 14, 26, 41, 43, 47, F i Z, a także specjalnymi liniami uruchamianymi w okresie Uroczystości Wszystkich Świętych.